# Matías Zaldivia
Matías Ezequiel Zaldivia (San Isidro, 22 gennaio 1991) è un calciatore argentino naturalizzato cileno, difensore dell'Universidad de Chile.

## Caratteristiche tecniche
È un difensore centrale.

## Carriera

### Nazionale
Nel 2021 ottiene la cittadinanza cilena.
Esordisce in nazionale maggiore l'11 giugno 2023, disputando da titolare l'amichevole vinta 3-0 contro Cuba.

## Statistiche

### Cronologia presenze e reti in nazionale
| Cronologia completa delle presenze e delle reti in nazionale ― Cile | Cronologia completa delle presenze e delle reti in nazionale ― Cile | Cronologia completa delle presenze e delle reti in nazionale ― Cile | Cronologia completa delle presenze e delle reti in nazionale ― Cile | Cronologia completa delle presenze e delle reti in nazionale ― Cile | Cronologia completa delle presenze e delle reti in nazionale ― Cile | Cronologia completa delle presenze e delle reti in nazionale ― Cile | Cronologia completa delle presenze e delle reti in nazionale ― Cile |
| Data                                                                | Città                                                               | In casa                                                             | Risultato                                                           | Ospiti                                                              | Competizione                                                        | Reti                                                                | Note                                                                |
| ------------------------------------------------------------------- | ------------------------------------------------------------------- | ------------------------------------------------------------------- | ------------------------------------------------------------------- | ------------------------------------------------------------------- | ------------------------------------------------------------------- | ------------------------------------------------------------------- | ------------------------------------------------------------------- |
| 11-6-2023                                                           | Concepción                                                          | Cile                                                                | 3 – 0                                                               | Cuba                                                                | Amichevole                                                          | -                                                                   |                                                                     |
| Totale                                                              |                                                                     | Presenze                                                            | 1                                                                   |                                                                     | Reti                                                                | 0                                                                   |                                                                     |

## Palmarès
- Supercopa Argentina: 1

Arsenal Sarandí: 2012
- Copa Argentina: 1

Arsenal Sarandí: 2012-2013
- Copa Chile: 1

Universidad de Chile: 2024